# Javier Vázquez
Pour les articles homonymes, voir Javier Vázquez (homonymie) et Vázquez.
Javier Vázquez, né le 10 décembre 1968 à Madrid (Espagne), est un matador espagnol.

## Présentation

### Carrière
- Débuts en public : Parla (Espagne, province de Madrid) le 7 septembre 1986.
- Débuts en novillada avec picadors : El Álamo (Espagne, province de Madrid) le 7 septembre 1988. Novillos de la ganadería du Marquis de Domecq.
- Alternative : Madrid le 9 avril 1993. Parrain, Dámaso González ; témoin, Pepín Jiménez. Taureaux de la ganadería de José Vázquez.